# Liste der Monuments historiques in Mesnard-la-Barotière
Die Liste der Monuments historiques in Mesnard-la-Barotière führt die Monuments historiques in der französischen Gemeinde Mesnard-la-Barotière auf.

## Liste der Bauwerke
| Bezeichnung          | Beschreibung                  | Standort | Kennzeichnung | Schutzstatus | Datum | Bild |
| -------------------- | ----------------------------- | -------- | ------------- | ------------ | ----- | ---- |
| Schloss              | Erbaut im 15. Jahrhundert     | (Lage)   | PA00110169    | Inscrit      | 1987  |      |
| Kirche St-Christophe | Erbaut im 12./13. Jahrhundert | (Lage)   | PA00110170    | Inscrit      | 1951  |      |

## Liste der Objekte
| Bezeichnung | Beschreibung          | Standort                           | Kennzeichnung | Schutzstatus | Datum | Bild |
| ----------- | --------------------- | ---------------------------------- | ------------- | ------------ | ----- | ---- |
| Glocke      | Bronze, 1696 gegossen | in der Kirche St-Christophe (Lage) | PM85000211    | Classé       | 1943  |      |